# Ambroise Marie François Joseph Palisot de Beauvois
Ambroise Marie François Joseph Palisot, Baró de Beauvois 27 de juliol de 1752, Arràs - 21 de gener de 1820, París, va ser un botànic i naturalista francès.
La seva signatura abreujada com a botànic és:P.Beauv.
Palisot, encara que rebé formació com a botànic amb Jussieu, recollí insectes a Oware, Benin, Saint Domingue, i els Estats Units, durant el període 1786 – 1797. Junt amb Frederick Valentine Melsheimer, va ser un dels primers entomòlegs a descriure insectes d'Amèrica. Coleòpters familiars com Canthon viridis, Macrodactylus angustatus i Osmoderma scabra van ser primer descrits per ell.
En botànica classificà Lycopodiaceae i Selaginellaceae.

## Obres
- Ueber die Einwohner des Königreichs Benin auf der Westküste des Tropischen Afrika or As to the inhabitants of the Kingdom of Benin on the West Coast of Tropical Africa (Industrie-Comptoirs, Weimar, 1801)].[1]
- Mémoire sur les palmiers au général et en particulier sur un nouveau genre de cette famille (Paris, 1801)
- Prodrome des cinquième et sixième familles de l'Æthéogamie, les mousses, les lycopodes (1805)
- Essai d'une nouvelle agrostographie (1812)
- Réfutation d'un écrit intitulé resumé des temoignages, etc., touchant la traite des nègres (1814)
- Flore d'Oware et de Benin (1804-1821, 2 v. 120 plates)
- Insectes recueillis en Afrique et en Amérique (Paris, 1805-1821, 90 plates)
- Muscologie ou traité sur les mousses (1822)

El tercer volum de les "Transactions of the Philosophical Society of Philadelphia" conté un document sobre plantes criptogàmiques, i el quart, un sobre una nova planta de Pennsilvània (la Heterandra raniformis) i sobre una nova espècie de serp de cascavell, etc. La seva “Description du mur naturel dans la Caroline du Nord” apareix al vol. VIII dls "Annales du muséum d'histoire naturelle" (París, 1811), i va ser reimprès a "Warren's Description of the United States" (vol. I).